# Amélie Bitoun
 (mai 2020).
Si vous disposez d'ouvrages ou d'articles de référence ou si vous connaissez des sites web de qualité traitant du thème abordé ici, merci de compléter l'article en donnant les références utiles à sa vérifiabilité et en les liant à la section « Notes et références ».
Pour les articles homonymes, voir Bitoun.
Amélie Bitoun, née le 17 février 1983 à Paris, est une animatrice de télévision et chroniqueuse française.

## Biographie

### Carrière
Amélie Bitoun débute sur la chaîne Direct 8 comme chroniqueuse puis est rapidement repérée par Fun TV qui lui propose alors la co-animation de Nouvelle Star, ça continue... avec Lucas[réf. souhaitée].
Elle bascule ensuite sur les émissions de musique et de "call-tv" la nuit sur M6 : elle anime les émissions Club le samedi, du 8 septembre 2006 au 29 septembre 2007 et L'Alternative Live les lundis et mercredis soirs du 1er octobre 2007 au 23 juillet 2008.
Elle se verra confier aussi l'animation de divers jeux d'antenne comme 20 jours, 20 voitures, 100 000€ pour tout changer[réf. souhaitée].
D'août 2006 jusqu'à août 2009, elle est remplaçante dans Star Six Music le dimanche matin à 7 heures 30 avec Frédéric Ferrer ou en remplacement de Karine Ferri.
Elle est également remplaçante dans Club le vendredi soir en général jusqu'au 24 juillet 2009 ainsi que dans l'émission Drôle de réveil ! jusqu'au 20 août 2009.
Du 24 août 2009 jusqu'en novembre 2009, elle présente avec Jérome Anthony l'émission Absolument stars sur M6 qui remplace Drôle de réveil. Cette première partie s'arrêtant, elle anime cette même émission les samedis et dimanches avec Alex Fighter jusqu'au 30 mai 2010.
À partir du 1er mars 2010 jusqu'en 2013, elle est à la présentation d'En course sur France 3 avec Vincent Lahalle. Diffusée en semaine à 13 h 35, et le week-end à 15 h, elle permet de voir la course hippique majeure du jour.
Elle est également, en alternance, animatrice du Keno sur France 3.
En septembre 2010, on retrouve Amélie Bitoun à la présentation du E-Classement sur W9, le dimanche jusqu'en juin 2011.
Elle présente à partir d'avril 2013 sur la Chaine Théâtres, le Journal du Théâtre qui retrace chaque jour l’actualité du théâtre.
À compter du 23 août 2013, elle est chroniqueuse dans l'émission Morandini : télé, people, buzz sur NRJ 12. Néanmoins, l'émission est rapidement arrêtée à cause des faibles audiences dès le 5 septembre suivant.
Elle présente d'octobre 2013 à 2016 l’émission Un jour aux courses sur Equidia Live en alternance avec Laure Legrand, Marine Costabadie et Valérie Ballesteros.
Le 23 mars 2015, elle coanime aux côtés de Cartman et Vincent Desagnat l'émission Show ! Le Matin sur D17, durant quelques jours, pendant l'absence de Stéphanie Loire. De plus, elle anime Le Starmix sur la même chaîne.
Durant le mois d'août 2015, elle a présenté le jeu télévisé Top quiz sur D17.
En 2015-2016, elle anime JackTop sur D17 vers minuit.
Le 17 et 24 mai 2016, elle anime avec Jean-Marc Généreux sur D17, un blind-test musical avec des célébrités.[réf. souhaitée]
De 2013 à 2016, elle présente l’émission Un jour aux courses sur Equidia.
Entre 2019 et 2021, elle est chroniqueuse occasionnelle dans les émissions C'est que de la télé, TPMP ouvert à tous ! sur C8 ainsi que dans Touche pas à mon poste ! en 2023, dans PAF et  TPMP même l’été ! en 2024 sur la même chaîne. Elle fait son retour dans TPMP en 2025, diffusée sur Zoubida TV.

### Synthèse des émissions

#### Animatrice
- 2003-2005 : Nouvelle Star, ça continue... sur Fun TV
- 2006-2007 : Club sur M6
- 2006-2009 : Star Six Music sur M6
- 2007-2008 : L'Alternative Live sur M6
- 2009-2010 : Absolument stars sur M6
- 2010-2011 : E-Classement sur W9
- 2010-2013 : En course sur France 3
- 2013 : Keno sur France 3
- 2013 : Morandini : télé, people, buzz sur NRJ 12
- 2013 : Le Journal du Théâtre sur La Chaine Théâtres
- 2013-2017 : Un jour aux courses sur Equidia
- 2015-2016 : Le Starmix sur D17
- 2015 : Top quiz sur D17
- 2015 : Show ! Le Matin sur D17
- 2015-2016 : JackTop sur D17
- 2015 : 30 ans de tubes sur D17
- 2016 : Battle Zik sur D17 avec Jean-Marc Généreux
- Depuis 2018 : Le Grand Direct sur Equidia

#### Chroniqueuse
- 2019-2021 : TPMP ouvert à tous ! sur C8
- 2019-2020 : C'est que de la télé ! sur C8
- 2023 : Touche pas à mon poste ! sur C8
- 2024 : PAF sur C8
- 2024 : TPMP même l’été ! sur C8
- 2025 : Touche pas à mon poste ! sur TPMP